# Kureczka wielka
Kureczka wielka (Tribonyx mortierii) – gatunek dużego nielotnego ptaka z rodziny chruścieli (Rallidae). Występuje endemicznie na Tasmanii (poza jej południowo-zachodnią częścią). Nie jest zagrożony wyginięciem.

## Taksonomia
Po raz pierwszy gatunek opisał Bernard du Bus de Gisignies w 1840. Holotyp był wówczas przechowywany w Muzeum Historii Naturalnej w Tournai. Autor nadał nowemu gatunkowi nazwę Tribonyx mortierii. W epitecie gatunkowym upamiętniony został Barthélemy Dumortier. Obecnie (2020) Międzynarodowy Komitet Ornitologiczny (IOC) podtrzymuje tę nazwę, podobnie jak autorzy HBW i Clements Checklist of Birds of the World (2019). Wszystkie te autorytety uznają kureczkę wielką za gatunek monotypowy.

## Morfologia
Długość ciała wynosi 42–51 cm; średnia masa ciała samców: 1334 g, samic – 1251 g. Kureczki wielkie są dużymi, krępej budowy nielotnymi chruścielami. Posturą przypominają bantamki. W sylwetce wyróżnia się długi, dość wąski ogon oraz mocno zbudowane nogi i dziób. Zachowanie kureczek zwraca uwagę obserwatorów – są łatwe do dostrzeżenia, ruchliwe i hałaśliwe. W chodzie trzymają skrzydła lekko opuszczone, ogonem albo nieustannie podrygują, albo trzymają zadarty. W biegu ogon jest zadarty, skrzydła zaś służą do utrzymywania równowagi. Kureczki duże (T. ventralis) różnią się ubarwieniem i dłuższymi skrzydłami, są też znacznie mniejsze.

## Zasięg występowania
Kureczki wielkie występują na Tasmanii. W 1969 introdukowane zostały na Maria Island, nieopodal jej wschodniego wybrzeża, lecz naturalnie zasiedliły również inne przybrzeżne wysepki. Na samej Tasmanii nie występują niemal w ogóle w południowo-zachodniej oraz zachodniej jej części. Ich zasięg nie zmienił się znacząco w czasach współczesnych. Powiększył się jedynie o niektóre nowe otwarte tereny; dzięki budowie dróg powstały korytarze ekologiczne. Według szacunkowych danych BirdLife International (2020) wielkość zasięgu występowania kureczki wielkiej wynosi około 73,5 tys. km².
Kureczki wielkie występowały dawniej także w kontynentalnej Australii, lecz wyginęły około 4700 lat temu, co jest w przybliżeniu zbieżne w czasie z przybyciem na kontynent przodków dingo.

## Ekologia i zachowanie
Kureczki wielkie są związane z terenami otwartymi – między innymi pastwiskami, łąkami, obszarami upraw (ze świeżo zasianymi zbożami lub warzywami) przylegającymi do różnych obszarów wodnych lub podmokłych, między innymi mokradeł, rzek i strumieni, tam. Rzadko pojawiają się w okolicy słonych mokradeł. Zamieszkiwane przez nie tereny trawiaste mogą być z rzadka zadrzewione lub porośnięte inwazyjnymi chwastami. Przeważnie kureczki wielkie przebywają w siedliskach podmokłych z zaroślami, szuwarami i zbiorowiskami paproci niezbędnymi do gniazdowania oraz używanych jako schronienie. Niekiedy wchodzą w pobliskie zadrzewienia lub w leśne ścieżki i przecinki. Pojawiają się na terenach rolniczych, szczególnie z niezbyt intensywnymi uprawami.
Najpospoliciej kureczki wielkie występują poniżej 700 m n.p.m., chociaż odnotowywano je do 1700 m n.p.m. Nie występują w południowo-zachodniej Tasmanii na terenach zdominowanych przez trawy Gymnoschoenus sphaerocephalus (znane pod nazwą button grass). W obszarach żerowania kureczek wielkich konieczna jest obecność krótkich muraw – dawniej użytkowanych przez torbacze i zajmowanych przez naturalne pożary, a współcześnie użytkowanych przez introdukowane ssaki: króliki oraz bydło i owce na tych murawach wypasane. Kluczowym elementem siedlisk gniazdowania jest bliskość wody.
Pożywieniem kureczek wielkich są głównie nasiona i liście, zarówno roślin dzikich, jak i uprawnych. Są to między innymi wiechlinowate (Poaceae), ciborowate (Cyperaceae), rześciowate (Restionaceae), powojowate (Convolvulaceae), trędownikowate (Scrophulariaceae), żabiściekowate (Hydrocharitaceae). Oprócz tego w skład ich pożywienia wchodzą owady.

### Lęgi
Kureczki wielkie składają jaja od lipca do stycznia, zazwyczaj od sierpnia do października. Termin przystępowania do lęgów jest zależny od pory występowania opadów – konieczny jest dostęp do świeżych młodych roślin. Często kureczki wielkie wyprowadzają dwa lęgi w sezonie, niekiedy i trzy. Są to ptaki monogamiczne lub poligamiczne, zazwyczaj występuje poliandria. W populacji jest większy udział samców. Terytoria są zajmowane całorocznie przez jedną parę lub grupę. Grupa może liczyć do 17 osobników i obejmuje 2–5 gniazdujących dorosłych oraz młode, przeważnie do ukończenia 2 lat. Kureczki wielkie zwykle łączą się w pary lub w trójki – samicę związaną z dwoma samcami. Często są to bracia. Rzadko zamiast jednej samicy wiążą się z dwoma (siostrami). Osobniki z poszczególnych par lub grup dobierają się na całe życie. Wszystkie uczestniczą w obronie swojego terytorium, opiece nad lęgiem i młodymi. Niekiedy młode z pierwszego lęgu w sezonie pomagają karmić i chronić młode z następnego lęgu swoich rodziców. Zarówno u samców, jak i u samic kureczek wielkich obserwowano kopulacje w obrębie tej samej płci, nie zaobserwowano natomiast zalotów. Kopulacje pomiędzy samcami są częstsze u gatunków, u których poligamia jest jedną z możliwych (lecz nie jedyną) formą kojarzenia. Zachowania homoseksualne u samic są za to częstsze i wyraźniejsze u gatunków, u których występuje monogamia, a jednocześnie młode są zagniazdownikami.
Konstrukcja gniazda ma formę czarki. Budulec stanowią splecione trawy, trzciny i roślinność zielna. Gniazdo jest dobrze ukryte wśród wysokiej roślinności, włącznie z tą kolczastą i z krzewami. Znajduje się od 10 do 120 cm nad ziemią lub taflą wody. Niemal zawsze usytuowane jest na brzegu cieku lub zbiornika (również laguny), czasem w zagłębieniu w zboczu skarpy lub pod nawisem. Od góry osłaniają je splecione łodygi roślin. Wyjściem skierowane jest ku wodzie. Oprócz głównego gniazda, w którym składane są jaja, budowanych jest do siedmiu gniazd służących później jako schronienie. Są przeważnie stosunkowo mało ukryte, często zbudowane bardziej niechlujnie i mniej zwarte od gniazda przeznaczonego na jaja.
Zniesienia składają się z od 3 do 9 jaj, zwykle od 5 do 8. Składane są po jednym każdego dnia. Wysiadywanie trwa 19–25 dni, przeważnie około 22. Wszystkie młode powinny wykluć się w ciągu 48 godzin. Pisklęta pokrywa czarny puch, później jaśniejący do ciemnobrązowego. Dziób w większości czarny. Ząb jajowy duży, biały. Pisklęta opuszczają gniazdo dzień lub dwa po wykluciu. Po tygodniu do dwóch potrafią już same żerować, ale są karmione przez pierwsze 8 tygodni życia. Przez 3–4 tygodnie od wyklucia opiekunowie pilnie ich strzegą, później – do około 6. tygodnia życia – coraz mniej pilnie. Zazwyczaj młode pozostają z rodzicami do osiągnięcia wieku 9–15 miesięcy. Przechodzą pierzenie przed swoją pierwszą zimą. Są zdolne do rozrodu w pierwszym roku życia.
U młodych wychowywanych przez trójkę rodziców przeżywalność do ukończenia 4. miesiąca życia jest większa niż u wychowywanych przez parę (61% vs 46%).

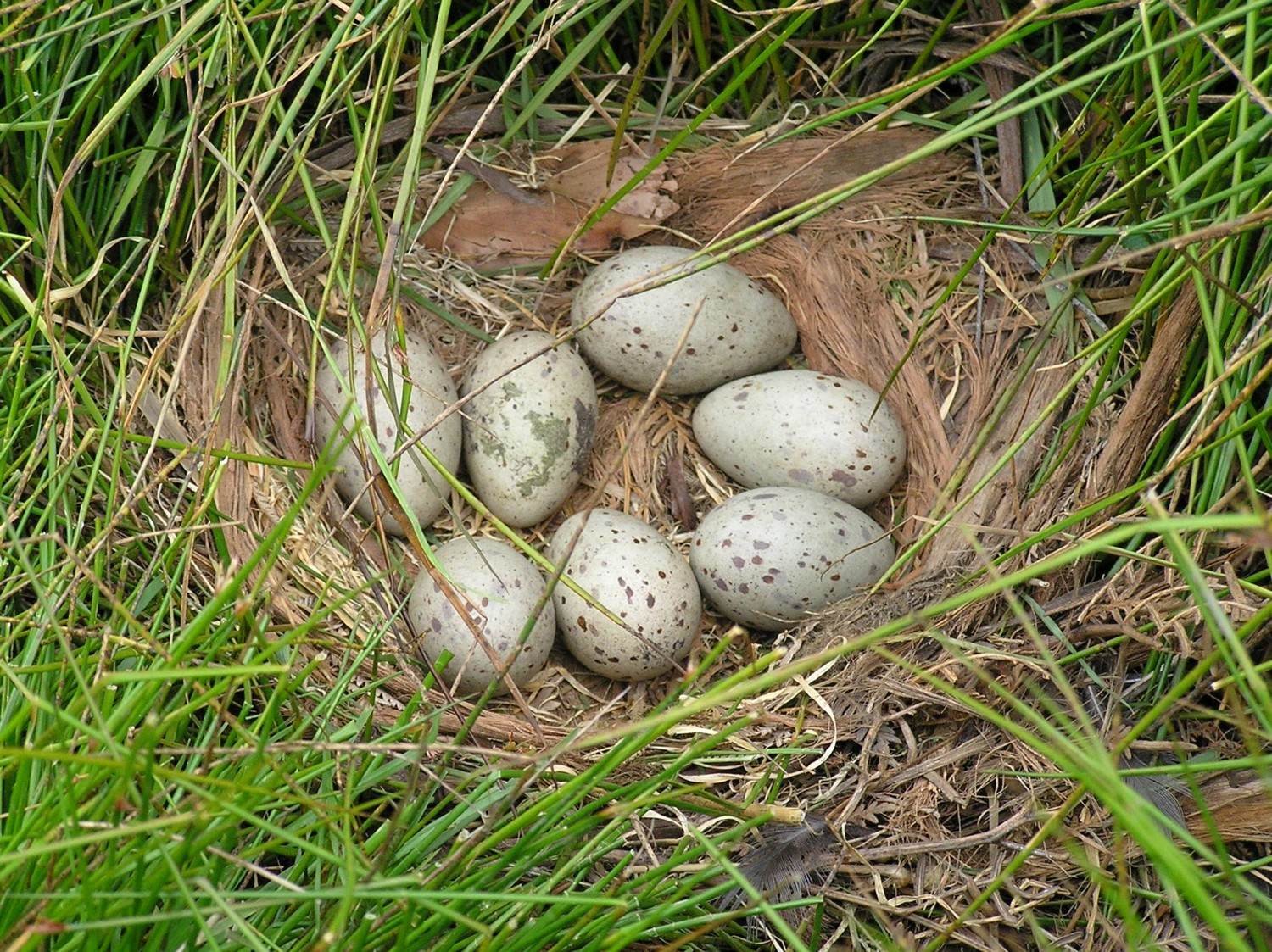
Gniazdo z jajami
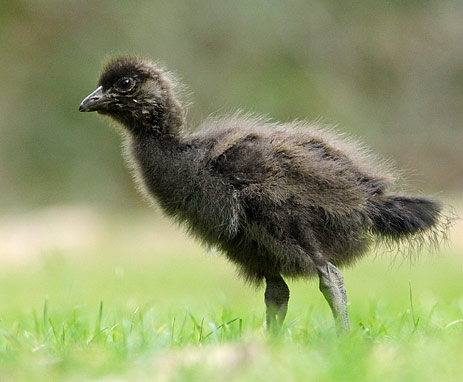
Pisklę
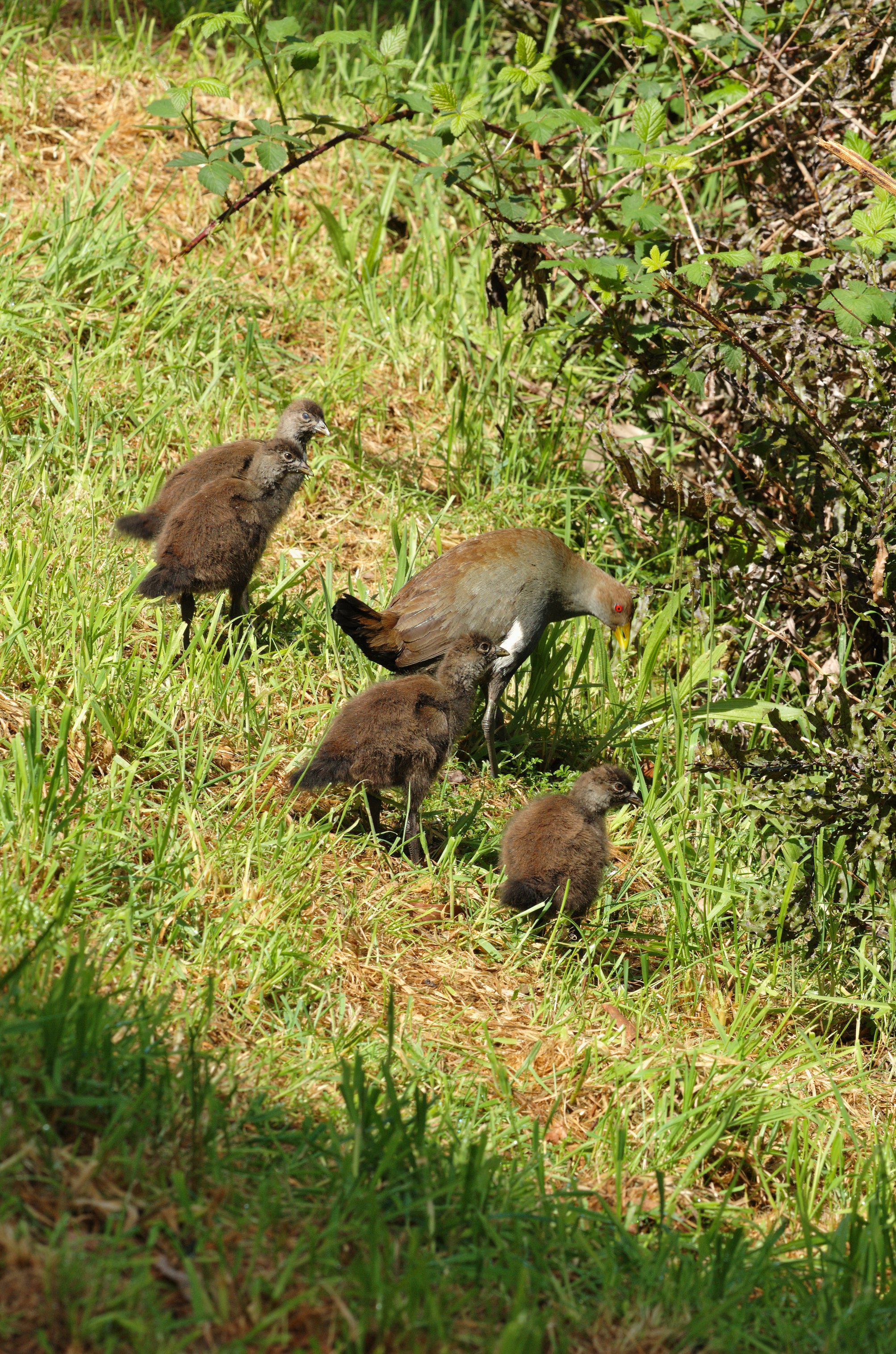
Dorosły z młodymi

## Status zagrożenia
IUCN uznaje kureczkę wielką za gatunek najmniejszej troski (LC, Least Concern) nieprzerwanie od 1988 (stan w 2020). BirdLife International nie podaje szacunkowego trendu liczebności populacji.